# Kostel svatého Jiljí (Poprad)
Kostel svatého Jiljí (také uváděn jako kostel svatého Egídia) je původně gotická, později barokně upravená sakrální stavba v historické zóně okresního města Poprad v Prešovském kraji.
Je historicky nejcennější památkou Popradu a spolu s vedle stojící renesanční zvonicí z konce 16. století, morovým sloupem s motivem Panny Marie Immaculaty a evangelickým Kostelem svaté Trojice tvoří soubor nejvzácnějších stavebních památek města.

## Historie stavby
Poprad se v historických záznamech připomíná poprvé v roce 1256, z roku 1268 pochází zpráva o existenci fary. Vznik kostela souvisí s kultem svatého Jiljí, kterému – podle legendy – byla zasvěcena v tomto kraji existující poutní kaple. Přesný údaj o jejím vzniku a lokalizaci však chybí, vzhledem k zničení archivních záznamů vztahujících se na nejstarší dějiny města. Podle legendy dochované v záznamech z 19. století byla prý kaple pozůstatkem kláštera zničeného během tatarského vpádu.
Kostel, jehož vznik se podle dochovaných záznamů datuje do období kolem roku 1245, postavili původně jako jednolodní stavbu s rovným uzávěrem presbytáře. Na západní straně pravděpodobně existovala věž. Nejpozději koncem 13. století vznikl v jižní stěně lodi portál, jehož autorství se připisuje blíže neznámé stavební a kamenické huti působící na Spiši.
První písemný záznam o existenci zdejší sakrální stavby pochází z roku 1326 v souvislosti s udělením odpustků návštěvníkům kostela papežem Janem XXII.
K prvním významným stavebním úpravám existující stavby došlo v druhé polovině 14. století, kdy byla hlavní loď zaklenuta klenbou, čímž vznikl dvojlodní prostor. V tomto období vznikla i sakristie a na severní straně kostela byla přistavěna kaple svatého Valentýna (dnes neexistující).
I když byl kostel stavěn pro potřeby věřících římskokatolické církve, vzhledem k přílivu obyvatelstva německé národnosti a s tím souvisejícího nárůstem příslušníků evangelické církve, však kostel téměř sto let (v letech 1575–1671) sloužil jim. Během tohoto období byl kostel v důsledku živelních pohrom několikrát opravován. Nejvážnější rekonstrukcí byla oprava věže v roce 1663, kdy byla věž vystavěna prakticky nanovo. Tehdy byla k hlavní lodi přistavěna jižní předsíň, kde byl vytvořen i hlavní vchod.
V roce 1708 vypukl ve městě rozsáhlý požár, který zničil nejen dřevěnou faru a její archiv, ale poškodil i kapli svatého Valentýna.
Koncem 18. století se přistoupilo k další přestavbě kostela, během níž byl barokně upraven (přístavba jižní předsíně a sakristie), a to včetně vybavení interiéru (z tohoto období pochází hlavní oltář s obrazem patrona kostela). V té době zazdili gotická okna a nahradili je novými, barokními. Zajímavostí je fakt, že na úpravy finančně přispěl i tehdejší císař Josef II.
K dalším stavebním zásahům docházelo až v 20. století a souvisely s potřebou úprav a rekonstrukcí stavby. Práce však nebyly důsledné, což vedlo k postupnému chátrání stavby. To vyvrcholilo v roce 1942, kdy byl kostel z bezpečnostních důvodů zcela uzavřen. Dalších více než padesát let přetrvával existující stav. Důraz na zachování kostela jako vzácné umělecko-historické památky dospěl do stádia, kdy se po důsledném archeologickém a historicko-architektonickém průzkumu přistoupilo k restauračním pracím, pro náročnost rozdělených do tří etap. Rekonstrukční práce byly ukončeny v roce 1998; jejich výsledkem je vzhled kostela z konce 19. století a jeho opětovné zpřístupnění věřícím a návštěvníkům města. Slavnostní svěcení zrekonstruovaného kostela se konalo 1. září 1998.

## Popis stavby

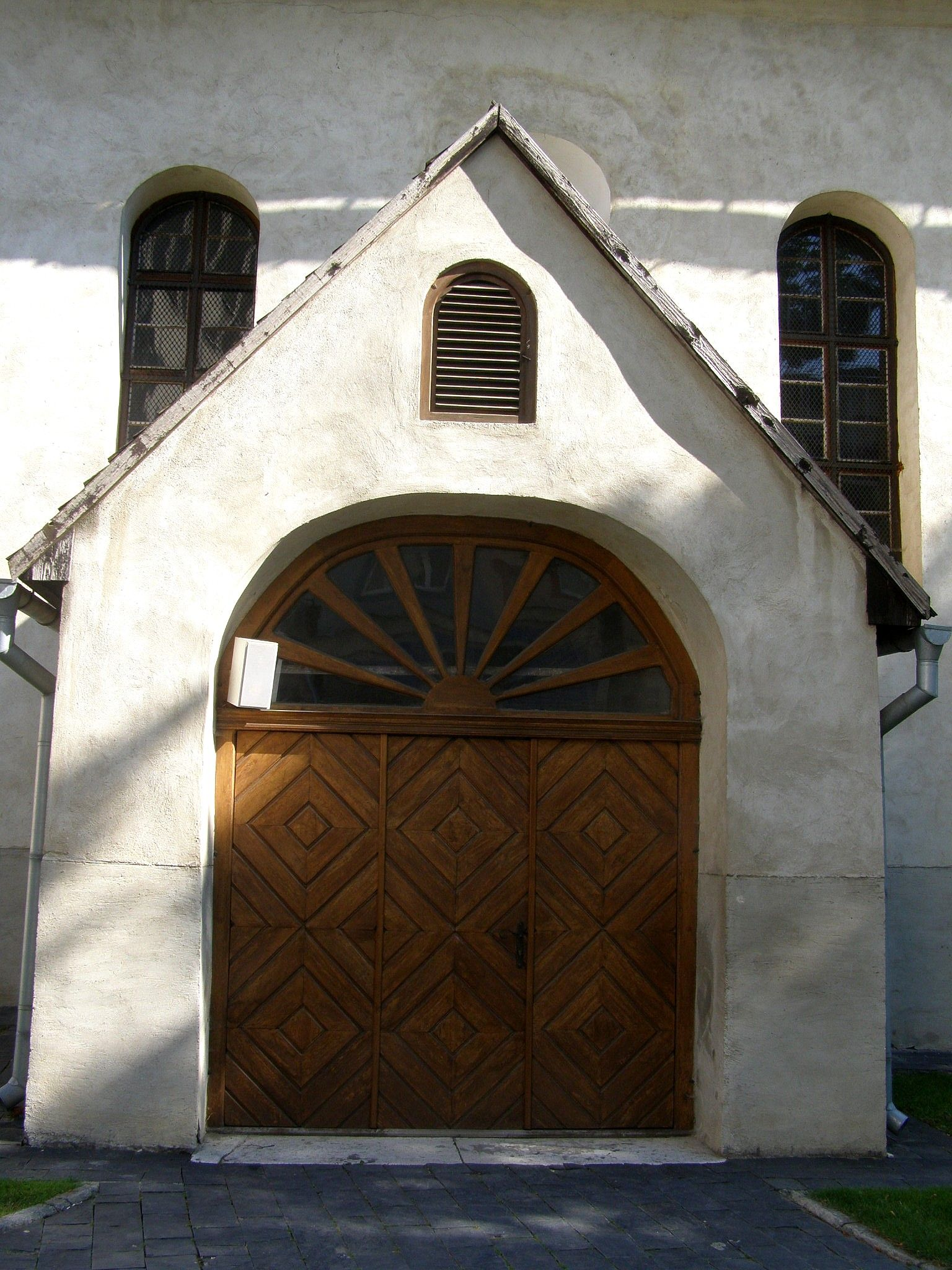
Jižní předsíň kostela

Kostel svatého Jiljí je dvoulodní stavba s presbytářem a přistavěnou jižní předsíní s bočním vchodem. Na západní straně je stavba ukončena představenou čtyřhrannou věží s valenou klenbou v přízemí a s tribunovou komorou v prvním patře, s dřevěnou ochozem (pochází z roku 1696) pod zvonovitou helmicí. Dnešní hlavní vchod vede přes jižní portál zakrytý barokní předsíní.
Nejstarší zachované části kostela pocházejí z období kolem roku 1288; spodní části zdiva věže, obvodové zdi lodí a zaklenutý presbytář.
Exteriér kostela je vcelku nenápadný. Stejně i vybavení interiéru, pocházející z období barokní přestavby koncem 18. století, působí na první pohled stroze. Jeho nejzajímavějšími prvky jsou renesanční křtitelnice z roku 1646 z červeného mramoru, barokní kazatelna a pozdně hlavní oltář s oltářním obrazem s vyobrazením patrona kostela.
Podle dobových záznamů bylo vybavení interiéru mnohem bohatší než dnes. Původní barokní inventář před zahájením postupné obnovy byl uložen do depozitu městského úřadu. Počátkem 90. let 20. století byl prodán do zahraničí z důvodů financování renovace kostela. V sbírkovém fondu Slovenské národní galerie se nacházejí dva artefakty pocházející z Kostela svatého Jiljí: kalich z 2. poloviny 14. století a tabulová malba s motivem Madony z roku 1484.
Dominantním stavebním prvkem téměř čtvercové lodi kostela je mohutný desetiboký sloup nesoucí klenbu střechy, doplněnou nápaditým gotickým žebrováním.

### Fresková výzdoba
Nejzajímavějším a umělecky nejcennějším prvkem interiéru kostela je bohatá fresková výzdoba pocházející z 15. století, pokrývající téměř kompletně plochu stěn. Jejich krásu lze obdivovat díky práci restaurátorů během poslední rekonstrukce.
Fresky vyplňují téměř veškerou plochu stěn a námětově je lze rozdělit do několika tematických skupin: kristologické náměty (výjevy Navštívení Panny Marie, Narození Páně, Zvěstování pastýřům, Svatá rodina, Dětství Kristovo, Vstup do Jeruzaléma, Poslední večeře, Kristus před Kaifáše, Ukřižování a další), životy svatých (výjevy mučednické smrti apoštolů Ondřeje, Bartoloměje, Šimona a Judu a postavy svatého Valentýna, svatého Jiljí, svatého Jiří a dalších světců), životy králů a starozákonních proroků, eschatologické témata a další náměty.
Pozoruhodné jsou malby na triumfálním oblouku, jejichž součástí je historicky nejstarší vyobrazení Vysokých Tater.

Objevu a popisu popradských fresek se v roce 1876 věnoval maďarský ochranář Viktor Myszkovský, když o nástěnných malbách v kostele uveřejnil článek v časopise Közlemény és tudományi (Vědecké oznámení).